# Калака (индуизм)
Калака (санскр. Kâlakâ — чёрно-синяя) — в индийской мифологии одна из жён мудреца Кашьяпы.
Согласно «Рамаяне» и «Махабхарате», она была дочерью Дакши, но «Вишну-Пурана» утверждает, что она и её сестра Пулома были дочерьми данавы Вайшванары, вышли замуж за Кашьяпу и народили ему 60 тыс. отборных Данавов, прозванных Пауломами и Калакханджами, могучих, свирепых и жестоких. Махабхарата указывает, что строгим благочестием и покаянием она добилась от божества права рождать безболезненно детей. Гиганты Данавы называются по ней Калакеями.